# Fiat Steyr 126

La Fiat Steyr 126 est la version autrichienne de la légendaire Fiat 126 italienne, remplaçante de la Fiat Steyr 500, fabriquée en Autriche par le constructeur Steyr-Puch, qui disposait d'un accord de coopération avec une licence Fiat Auto. Steyr achetait les caisses de Fiat 126 italiennes complètes et y montait un moteur spécifique, toujours bi-cylindre, mais a plat, dérivé du moteur du Haflinger. Elle fut commercialisée avec les mêmes signes extérieurs Fiat 126 que dans tous les autres pays, seul son moteur différait.

## Histoire
La Fiat 126 est une voiture produite sous diverses versions en Italie par FIAT Spa de 1973 à 1979 et également en Pologne sous licence par FSM de 1973 à 2000.
Présentée en 1972 au Salon Automobile de Turin, elle est vouée à remplacer progressivement la Fiat 500, dont elle reprend le châssis et le moteur bicylindre refroidi par air afin de réduire son prix.
- 1972 : Présentation côte à côte des Fiat 126 A et Fiat 500 R au Salon de Turin.
- 1972 : La nouvelle usine FSM dédiée à la 126 est construite à Bielsko-Biała.
- 1973 : La première Polski Fiat 126p est produite à partir de pièces en provenance d'Italie.
- 1973 : La société autrichienne Steyr-Puch débute l'assemblage de la Fiat 126 A avec un moteur légèrement plus puissant.
- 1975 : 31 décembre, les taxes et impôts douaniers perçus à la frontière autrichienne sont supprimés. Les modèles Fiat sont désormais importés directement d'Italie ou d'ailleurs. Le marché autrichien étant très insuffisant pour justifier d'une unité de production locale. En deux ans 2.069 Fiat Steyr 126 seront produits localement.
- 1976 : Lancement de la Fiat 126 "Personal". En Pologne, c'est la "126 P 650", en Italie et en France, la "126 Personal", en Suisse, la "126 Bambino", et en Angleterre, elle porte le nom de "126 DeVille".
- 1977 : La cylindrée du moteur passe de 594 cm³ à 652 cm³, la puissance passe de 23 à 24 ch (17 kW).
- 1978 : La production des moteurs 594 cm³ est stoppée.
- 1978 : Séries spéciales 126 "Personal 4 Black" et 126 "Personal 4 Silver".
- 1979 : Fin de la production en Italie, après 1 352 912 unités produites. La production continue à Bielsko-Biała, en Pologne.
- 1980 : Séries spéciales 126 Personal 4 "Red" et 126 Personal 4 "Breown".
- 1981 : La barre de 1 000 000 d’unités produites est franchie en Pologne.
- 1982 : Version 126 E.
- 1983 : Versions 126 Standard 650 E, 126 Confort 650 EK, et 126 Special 650 ES.
- 1984 : Sortie de la version FL. Des changements techniques et esthétiques sont apportés.
- 1987 : Sortie de la version 126 Bis, qui sera vendue en occident. Moteur bi-cylindre 700 cm³ refroidi par eau positionné plus bas que sur les versions refroidies par air, ce qui laisse un espace pour la création d’un hayon, et d’un coffre de petite contenance.
- 1989 : Série spéciale 126 NIKI, réservée au marché Australien.
- 1991 : Fin de la commercialisation de la 126 Bis à l'occident. L'usine polonaise continue à fabriquer des 126 refroidies par air. Début de la production de Fiat 126 cabriolet en Pologne.
- 1993 : La barre des 3 000 000 d’unités produites est franchie en Pologne.
- 1994 : Version EL. Le moteur est le 652 cm³. Importants changements au niveau de la carrosserie. L'intérieur et les suspensions proviennent de la Fiat Cinquecento.
- 1995 : Fin de production des Fiat 126 cabriolet, 500 exemplaires auront été produits pour les pays de l'Est, l'Allemagne et les Pays-Bas, par la société Bosmal, qui vend aussi des kits pour transformer une fiat 126 classique en cabriolet.
- 1997 : Version ELX. La voiture reçoit un pot catalytique, et prend le nom de “Maluch”, son surnom populaire polonais qui veut dire “le petit”.

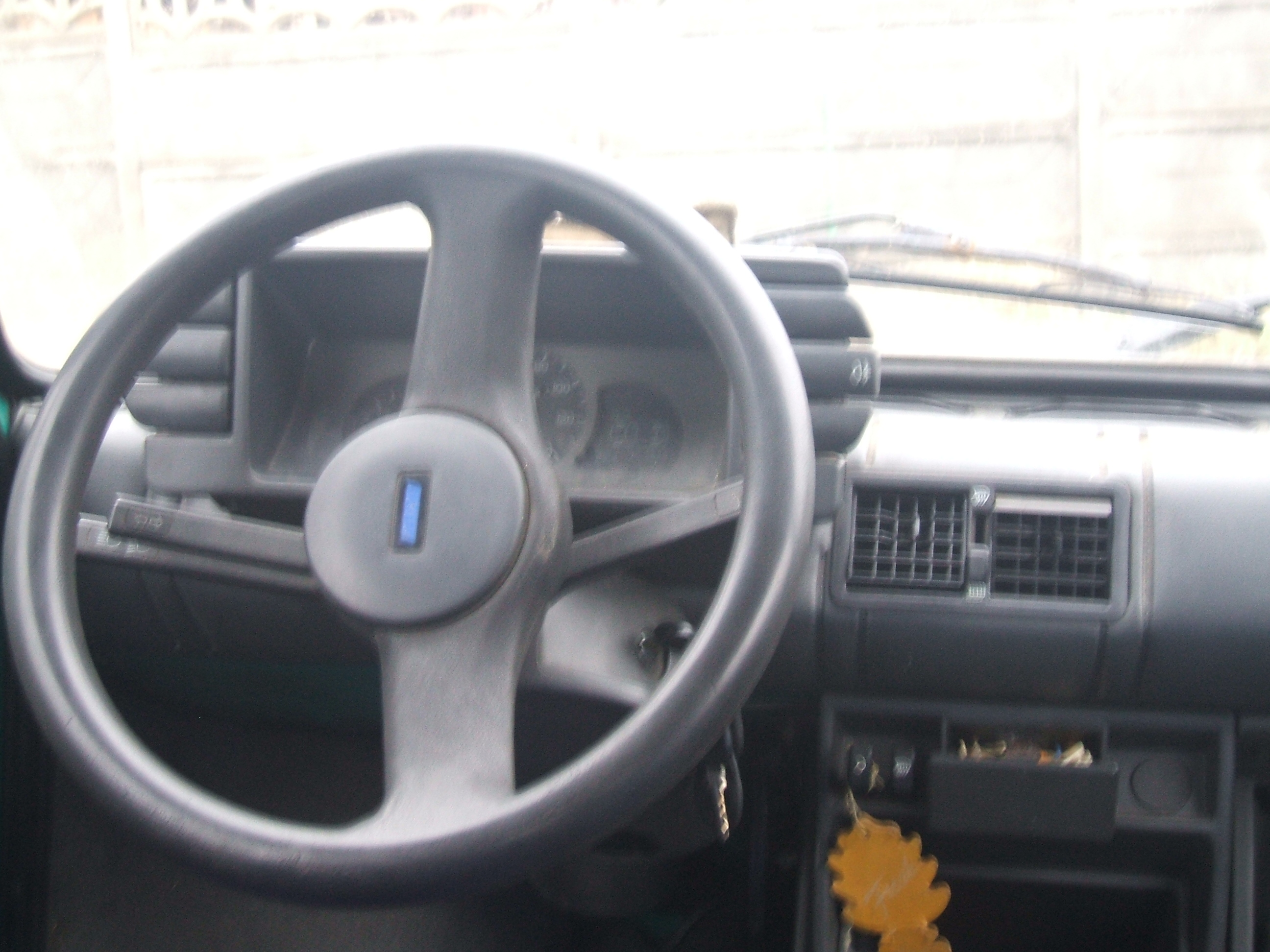
Interieur de version ELX "le petit"

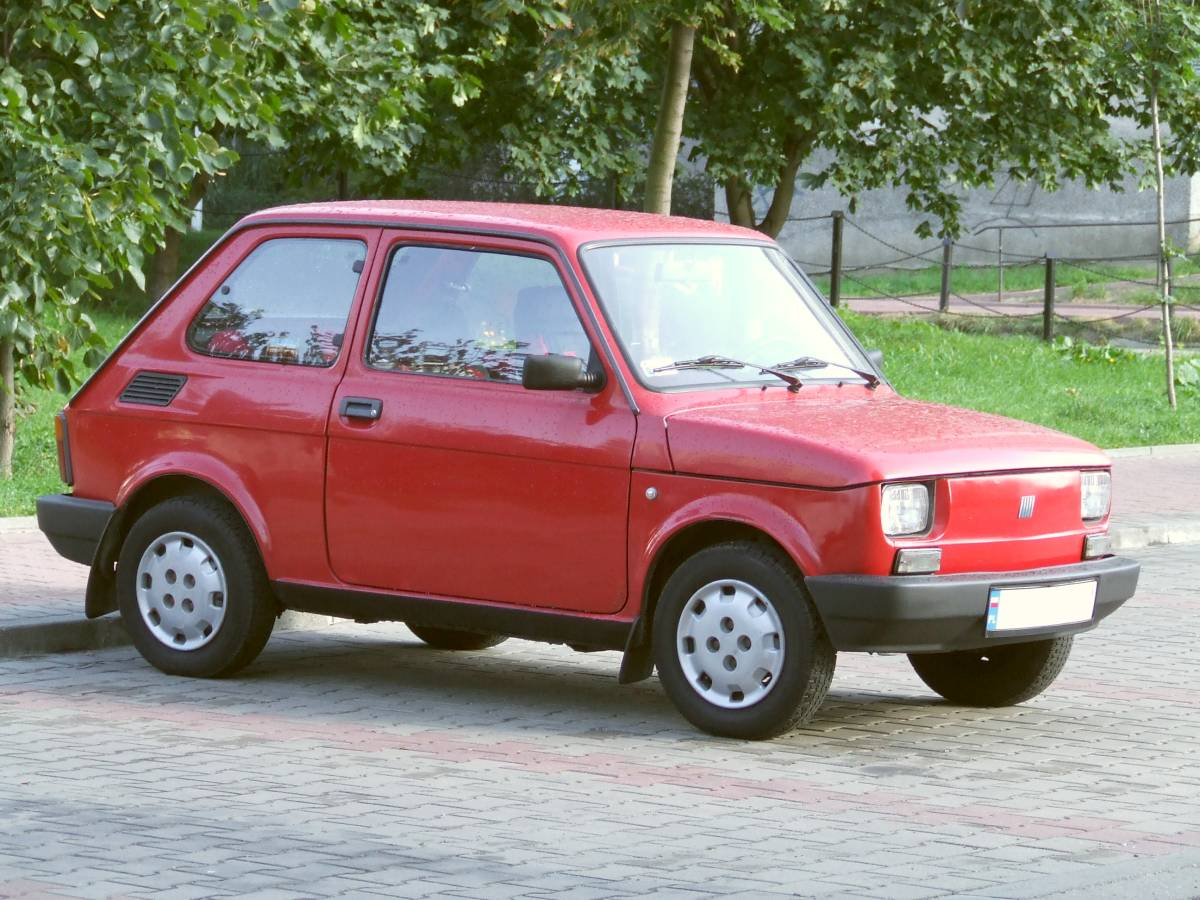
Fiat 126 version ELX "le petit" avec le pot catalytique

- 2000 : la production est fermée après  3 320 000 unités. Série limitée "Happy End"  de couleur jaune ou rouge produite à 1000 exemplaires en tout, 500 de chaque.
- La production cumulée s’élève à 4 673 655 unités : 1 352 912 en Italie et 3 318 674 en Pologne plus 2 069 en Autriche chez Steyr-Puch.

## Différents modèles
- Fiat 126 A
  - Moteur bicylindre refroidi par air
  - Cylindrée : 600 cm3
  - Pare-chocs chromés

- Fiat 126 Personal 4
  - Moteur bicylindre refroidi par air
  - Cylindrée : 650 cm3
  - Pare-chocs en plastique.

- Fiat 126 BIS
  - 1987-1991
  - Moteur bicylindre refroidi par eau
  - Cylindrée : 703 cm3

- Fiat Steyr 126
  - 1973-1975
  - Moteur bicylindre boxer 80x64 mm
  - Cylindrée : 643 cm3